# Ширококолейная линия Ужгород — Кошице
Ширококолейная линия Ужгород — Кошице — однопутная железнодорожная линия в восточной части Словакии с шириной колеи 1520 мм. Линия служит главным образом для перевозки железной руды к металлургическому комбинату вблизи Кошице — U. S. Steel Košice, s.r.o.
Линия длиной 88 километров (от станции Ужгород до села Ганиска) была построена в 1966 году. 8 километров линии находятся на территории Украины, остальные на территории Словакии.
В 1960-е с завершением модернизации сталелитейного завода в Кошице вырос импорт железной руды из СССР. Мощности железнодорожного перехода Чоп — Чьерна-над-Тисоу уже не хватало, ведь колея в СССР и Чехословакии была разной, и приходилось производить перевалку груза или смену тележек. Тогда было принято решение построить железнодорожную линию с шириной колеи 1520 мм на территории Чехословакии. Строительные работы по сооружению дороги были начаты 4 ноября 1965 года. Открытие линии состоялось 1 мая 1966 года.
Первоначально линия обслуживалась на тепловозной тяге. В 1978 году линия была электрифицирована на постоянном токе (3 кВ).
Поезда на этой линии обслуживаются парками электровозов E 469.5 (125.8) производства завода Škoda. Электровозы эти не имеют буферов, на них установлены автосцепки СА-3. Между Требишовом и Русковом имеется подъём в 15 ‰, на этом участке применяется подталкивание.
Кроме грузовых поездов, по линии курсируют дизельные автомотрисы, которые развозят железнодорожников по линии. Пассажирского движения через границу по этой линии нет.
Максимальная скорость на этой линии от 50 до 60 км/час. Здесь имеются две станции: Матёвце и Ганиска и 6 разъездов. Вес поездов на линии — 4200 тонн. Локомотивное депо одно, расположено на станции Ганиска.
7 мая 2007 года между ОАО «РЖД» и Словацким министерством транспорта, почты и телекоммуникаций подписан протокол о намерениях, в котором зафиксирована заинтересованность сторон в продлении линии до Братиславы.